# Sean Bloch
Sean Bloch (nascido em 16 de dezembro de 1973) é um ex-ciclista sul-africano.

## Carreira
Ele competiu pela Africa do Sul no ciclismo de estrada dos Jogos Olímpicos de Verão de 1992.